# John Sumner (Meuterer)
John Sumner (* 1765; † 29. August 1791 auf See) war ein englischer Seemann auf dem britischen Handelsschiff Bounty, der nach der auf ihr begangenen Meuterei als Gefangener mit der Pandora unterging.

## Leben

### Auf der Bounty

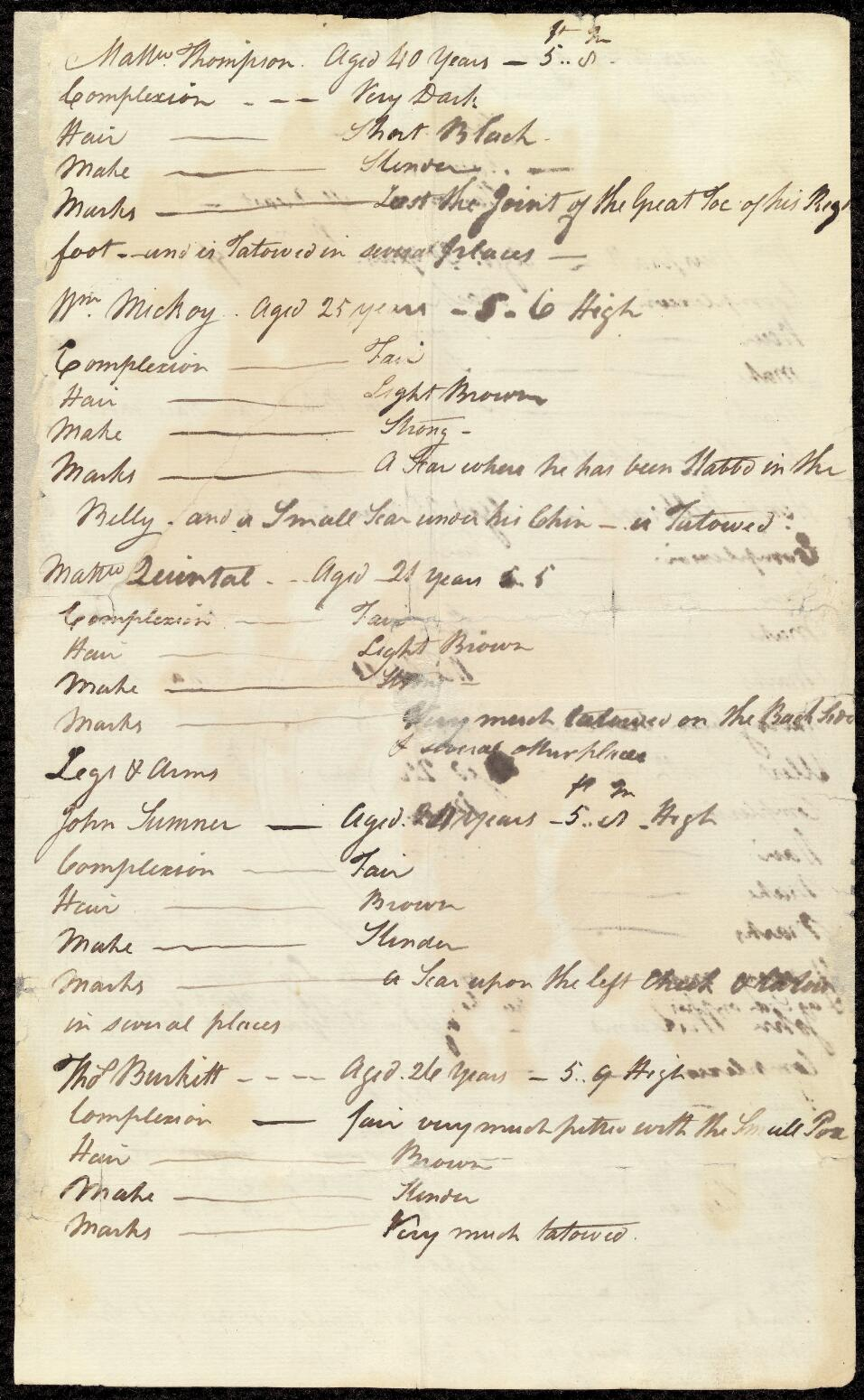
Eine Seite aus Blighs persönlichem Notizbuch mit seiner Beschreibung von Matthew Thompson, William McCoy, Matthew Quintal, John Sumner und Thomas Burkett. National Library of Australia.

Sumner schrieb sich am 7. September 1787 in Deptford als Vollmatrose (Able Seaman) im Alter von 22 Jahren und aus Liverpool stammend in die Musterungsrolle der Bounty unter Lt. William Bligh ein. Deren Mission, die Brotfrucht von Tahiti nach Jamaika zu transportieren, begann am 23. Dezember 1787.
Während der Fahrt nach Tahiti und des mehrmonatigen Aufenthalts dort ist Sumner in keiner nennenswerten Weise aufgefallen. Am 12. April 1789 wurde er wegen einer Pflichtverletzung von Bligh mit der Strafe der Auspeitschung zu zwölf Hieben belegt. Er war damit der zehnte und letzte Seemann, der mit dieser Strafe belegt wurde. Am Morgen des 28. April 1789 kurz nach fünf Uhr gehörte er der von Fletcher Christian angeführten Gruppe an, die mit Entermessern bewaffnet in die Offizierskajüten unter dem Achterdeck hinabstiegen und dort Bligh seines Kommandos enthoben. Zusammen mit Matthew Quintal übernahm er dabei die Festsetzung des Steuermanns John Fryer in dessen Kabine. Danach übernahm er unterstützt von John Millward die Bewachung des Laufganges zum Deckaufstieg und hielt somit das restliche Führungspersonal unter Deck fest, bis die Barkasse für die erzwungene Bemannung bereit war. Bei diesem Vorgang soll er laut Bootsmann William Cole dem Rudergänger John Norton gedroht haben ihn zu erschießen („If I had my will you, bugger, I would blow your brains out“).
Von Bligh wurde Sumner in dessen Auflistung der Meuterer folgend beschrieben: Jno. Sumner, 24 Jahre alt, 5 Fuß und 8 Zoll hoch, heller Teint, braunes Haar, schlank gebaut; eine Narbe auf der linken Wange und an mehreren Stellen tätowiert.

### Auf Tahiti und der Pandora
Während des Siedlungsversuchs der Meuterer auf Tubuai fielen Quintal und Sumner mit einer Insubordination gegenüber Christian auf, als sie am 10. Juli 1789 ohne dessen ausdrückliches Einverständnis an Land gingen und erst am nächsten Morgen auf das Schiff zurückkehrten. Bei der Rückkehr nach Tahiti am 22. September 1789 gehörte er zu jenen sechzehn Seemännern, die nach der Abfahrt der Bounty am Abend desselben Tages hier zurückgeblieben sind. Hier beteiligte er sich am Bau des Schoners und an den Kämpfen gegen einheimische Clans.
Als am 23. März 1791 die Pandora in die Matavai-Bucht einlief, hielt sich Sumner mit einigen anderen Kameraden in einem der Distrikte an der Südküste Tahitis auf. Übereilt unternahmen sie mit ihrem Schoner einen Seegang, doch wurden sie unter widrigen Winden an die Küste zurückgetrieben. Mit einigen anderen setzte er sich daher in das Landesinnere ab, um sich dort zu verstecken. Doch ergaben sie sich hier kampflos der von Leutnant Thomas Hayward angeführten Marineinfanterietruppe, worauf sie am 9. April auf ihrem Schoner als Gefangene auf die Pandora gebracht wurden. An Händen und Füßen in Ketten gelegt, wurden sie hier in die auf Deck errichtete Käfigvorrichtung („Pandora’s Box“) gesperrt. Bei der Havarie des Schiffs am Great Barrier Reef am 29. August 1791 konnte sich Sumner von seinen Fuß- und Handfesseln befreien, doch bei der Evakuierung von dem langsam sinkenden und auseinanderbrechenden Schiff wurde er mit dem Fähnrich George Stewart von einem einstürzenden Deckaufstieg erfasst und unter Wasser gezogen.

## Erlebnisberichte
- Bligh, William, A voyage to the South sea, undertaken by command of His Majesty, for the purpose of conveying the bread-fruit tree to the West Indies, in His Majesty’s ship the Bounty, commanded by Lieutenant William Bligh. London 1792.
- Edwards, Edward, Voyage of H.M.S. ‘Pandora’ despatched to arrest the mutineers of the ‘Bounty’ in the South Seas, 1790–91. Hrsg. von Basil Thomson. London 1915.
- Hamilton, George, A Voyage Round the World, in His Majesty’s Frigate Pandora. Performed Under the Direction of Captain Edwards in the Years 1790, 1791, and 1792. Sydney 1998.
- Morrison, James, Mutiny and Aftermath: James Morrison’s Account of the Mutiny on the Bounty and the Island of Tahiti. Hrsg. von Vanessa Smith, Nicholas Thomas. University of Hawaiʻi Press 2013.